# Vojtanov
Vojtanov (in tedesco Voitersreuth) è un comune della Repubblica Ceca facente parte del distretto di Cheb, nella regione di Karlovy Vary.

## Geografia fisica
I comuni limitrofi sono Výhledy, Skalka e Hazlov ad ovest, Schönberg, Grossenteich, Deckerhäuser, Sorge, Bärendorf e Bad Brambach a nord, Starý Rybník e Skalná ad est e Zelený Háj, Mýtinka, Poustka, Horní Lomany, Dolní Lomany, Ostroh, Krapice e Lužná a sud.
Ad est del villaggio si trova la stazione ferroviaria.

## Storia

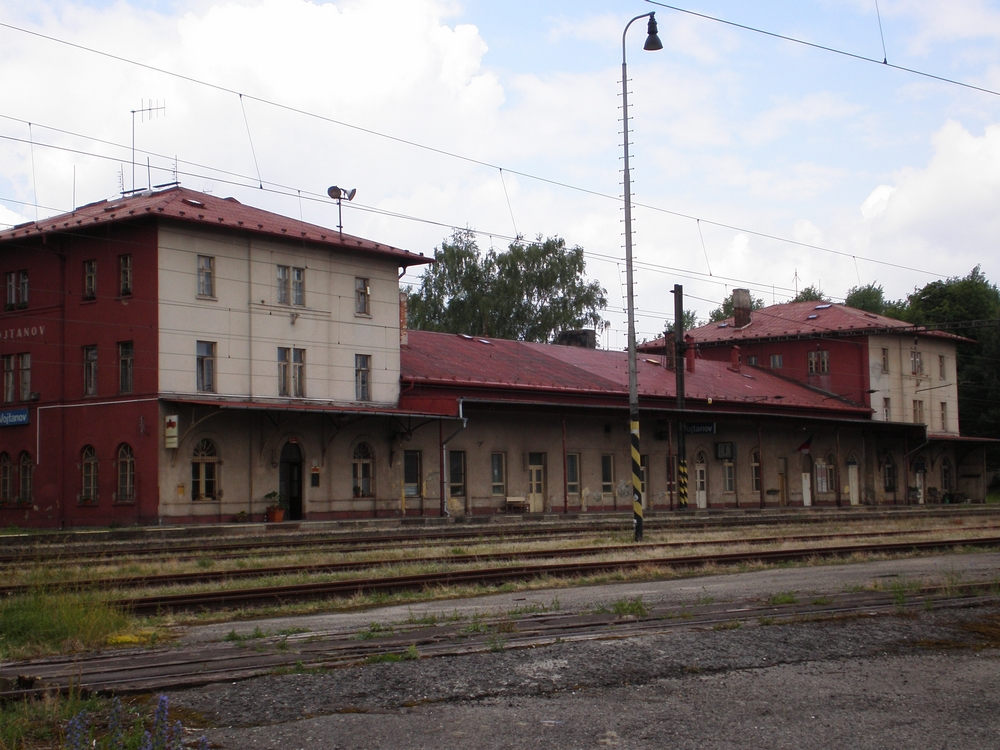
Stazione ferroviaria di Vojtanov.

La prima menzione scritta del paese risale al 1299 e in quel tempo era il villaggio più grande del distretto di Cheb. Il villaggio non ebbe mai una propria parrocchia, almeno fino al 1653. Nel 1684 scoppiò un incendio molto pericoloso. Nel mezzo della rivoluzione industriale aumentarono le edificazioni, tra le quali, molte vie di comunicazione (1829), la stazione ferroviaria, risalente al 1865, e le fabbriche tessili di Listner & Buchheim, e Hüttner. Questo processo di industrializzazione ebbe conseguenze sia positive che negative:
- infatti, la costruzione di industrie e strade innescarono un processo di disboscamento;
- tuttavia, dagli inizi del XX secolo fino al 1937 ci fu un notevole incremento demografico.

Subito dopo la seconda guerra mondiale, tutta la popolazione tedesca fu espulsa dalla cittadina, ma questa perdita di abitanti non fu più colmata.

## Economia
Nel paese di Vojtanov si trovano tre stazioni di benzina, due barbieri, due discoteche, nonché tre noti bordelli di gestione asiatica.

## Società

### Evoluzione demografica
| Anno        | 1900 | 1937 | 2006 | 2008 | 2011 |
| ----------- | ---- | ---- | ---- | ---- | ---- |
| Popolazione | 562  | 647  | 210  | 225  | 199  |

## Geografia antropica

### Frazioni
- Vojtanov
- Antonínova Výšina
- Mýtinka
- Zelený Háj